# John de Bermingham
John de Bermingham connu également sous le nom gaélique de Seon Mac Feorais (Irlande, v. 1290 – 10 juin 1329), 1er comte de Louth, fut un commandant en chef des forces anglaises en Irlande.

## Biographie
Il était le fils de Piers de Bermingham, baron de Tethmoy, et d’Ela de Odingseles. 
Il épousa Avelina de Bourg, la fille de Richard de Bourg, 2e comte d'Ulster, dit le Comte Rouge. Avelina de Bourg était la sœur de la seconde épouse du roi d’Écosse Robert Bruce. Son mariage fut validé à Avignon par le pape bien plus tard, en octobre 1320 ; ses enfants furent alors légitimés.
En 1315, à l’appel de Domnall mac Brian Ó Néill qui lui avait proposé en vain la couronne d’Irlande, le roi d’Écosse envoya en Irlande son frère Édouard Bruce. Avec soixante-dix navires, il débarqua à Larne le 25 mai 1315. Édouard Bruce fut bientôt proclamé grand roi d’Erin sur la colline de Maeldan. Le nouveau roi d'Irlande et ses alliés gaëls volent de victoire en victoire jusqu’au 15 décembre 1315, lorsqu'ils sont de nouveau vainqueurs à Kells (comté de Meath). Puis leur situation devint de plus en plus incertaine et difficile. 
À l’automne de 1318, à Londres et à Dublin, les Anglais délibérèrent pour choisir celui qui le combattrait le mieux. Ils mirent finalement leur sort entre les mains de Jean de Bermingham. Accompagné de l’archevêque d’Armagh (Roland Jorz), Jean de Bermingham dirigea son armée vers le nord. Les troupes d’Édouard Bruce et d’Ua Neill, se portant vers le sud, firent halte sur la colline de Fochairte Naomh Brighite, non loin de Dundalk, en face de l’armée de Jean de Bermingham. Le matin du samedi 14 octobre 1318 commença la bataille de Faughart. Jean de Bermingham remporta une victoire complète. Édouard Bruce fut tué pendant le combat, et sa tête fut portée à Londres. 
Les Écossais regagnèrent leur pays par l’Ulster ; leurs trois années et demie de luttes laissèrent l’Irlande en grande détresse, le mauvais climat et les mauvaises récoltes s’étant ajoutés aux horreurs de la guerre. L’Irlande resta sous la suzeraineté anglaise. Le roi Édouard II récompensa généreusement le vainqueur : Jean de Bermingham fut fait comte de Louth le 12 mai 1319, et il lui fut donné de grands biens (comme le manoir d’Ardee).
Le 21 mai 1321, le comte de Louth devint Justicier d’Irlande (en remplacement de Roger Mortimer), la plus haute autorité royale dans l’île, avec un revenu de cinq cents livres par an ; son successeur Jean Darcy sera nommé le 18 novembre 1323. D’août 1322 à février 1323, à la demande du roi, il fit campagne contre les Écossais. Il combattit à Byland Abbey le 14 octobre 1322.
En 1325, Jean de Bermingham fonda le monastère franciscain de Monasteroris (ou Mainistir Mhic Fheórais), dans le Tethmoy.
Ayant refusé de livrer des Irlandais de sa suite accusés de meurtre, le comte de Louth fut assassiné par des Anglais le 10 juin 1329 à Ballybragan (ou Braganstown en anglais), dans la baronnie d’Ardee (comté de Louth). Périt aussi ce jour-là une grande partie de sa famille.
Deux enquêtes officielles furent ordonnées. Mais les auteurs du massacre furent tous pardonnés le 31 mai 1330. Jean de Bermingham illustra la maison de Bermingham, d’origine saxonne, qui avait donné son nom à la cité de Birmingham dans le Warwickshire (Angleterre). Mais quoique le plus célèbre, il ne fut pas le seul à jouir d’une grande réputation. Beaucoup d’autres, comme son père (Piers), son frère (William) ou le fils de ce dernier (Walter, justicier d’Irlande), gravèrent aussi leur nom dans l’histoire de l’Irlande. De la même maison fut celui ce John de Bermingham qui permit la fondation au XIIIe siècle du collège St Edmund Hall (Oxford).